# 와지라바드

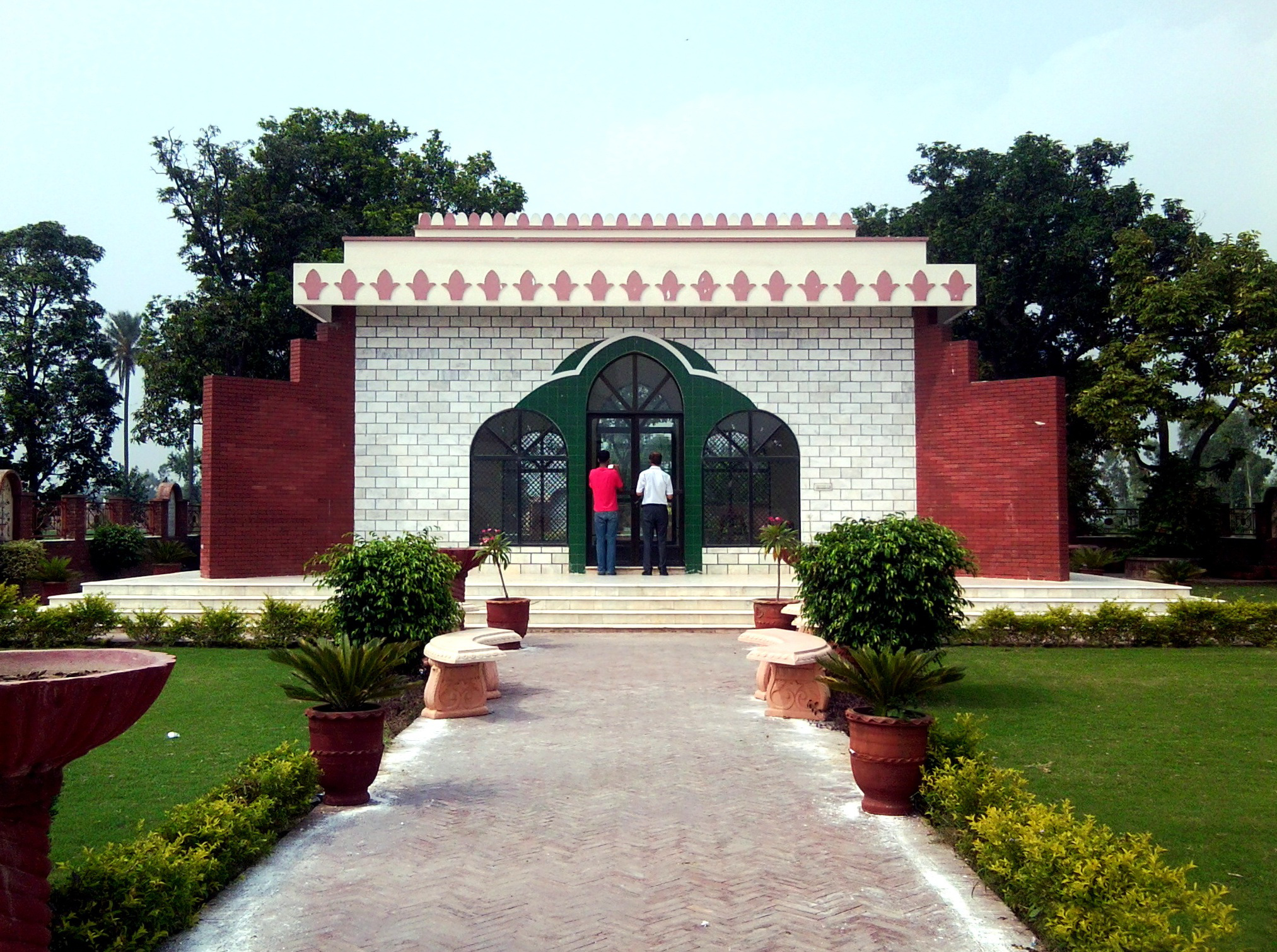

와지라바드(우르두어: وزِيرآباد, Wazirabad)는 파키스탄 펀자브주의 도시이다. 라호르에서 북쪽으로 약 100km 정도 떨어진 곳에 위치한다. 1542년 이 곳을 지배하고 있던 와지르에 의해 건설되었다.